# Walter Boudreau

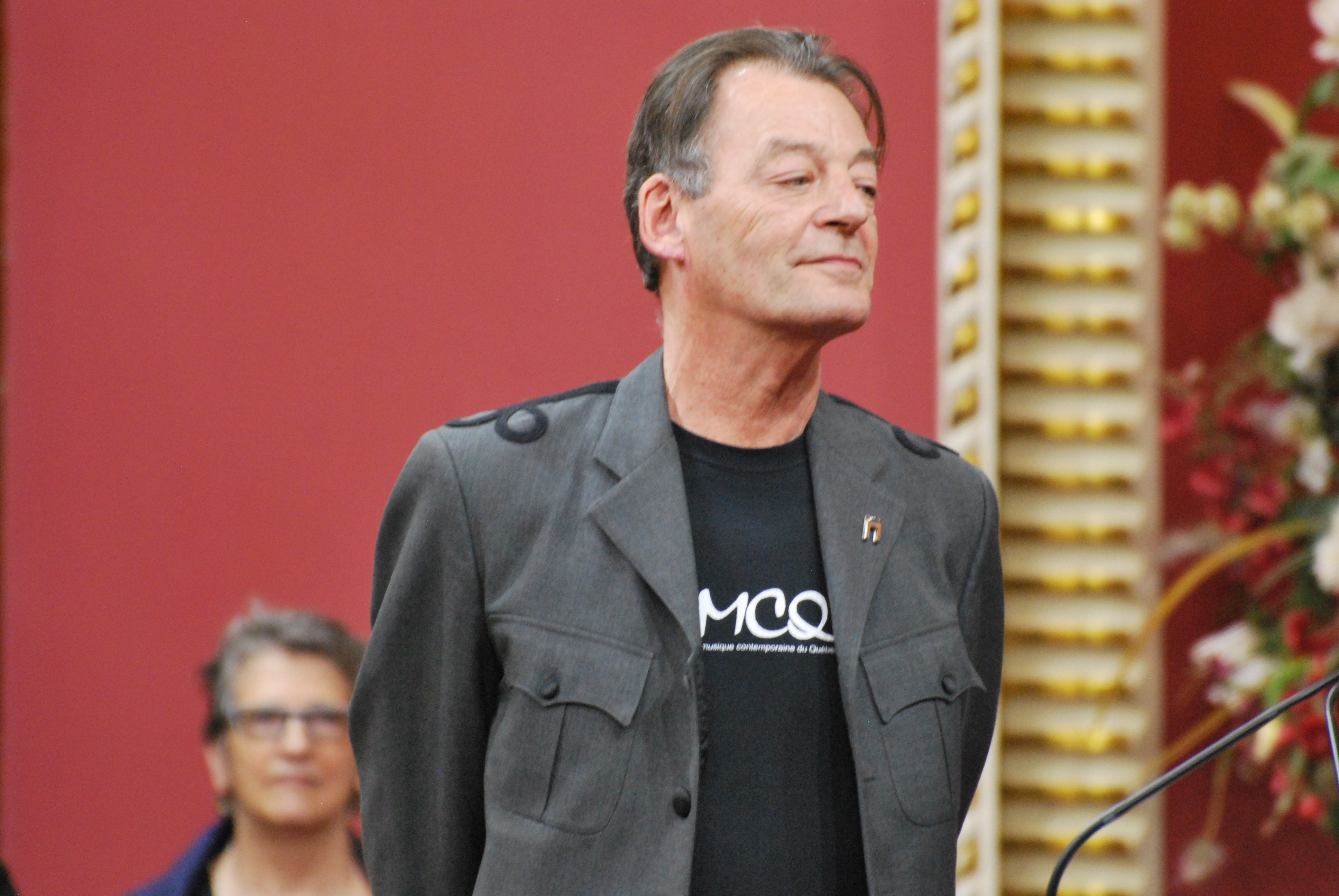
Walter Boudreau 2013

Walter Boudreau CM CQ (* 15. Oktober 1947 in Montreal) ist ein kanadischer Komponist und Saxophonist.

## Leben und Wirken
Boudreau studierte zunächst Klavier und später Saxophon bei Doug Michaud. Im Alter von fünfzehn Jahren wurde er Mitglied einer Jazzband unter Arthur Romano. 1966 gründete er in Montreal eine eigene Band. Bei Auftritten während der Expo 67 im Jugendpavillon lernte er Raôul Duguay kennen. Mit diesem und Mitgliedern des Quatuor de jazz libre du Québec gründete er 1968 die Gruppe Infonie, ein multimediales Ensemble aus 22 Musikern, das eine Mischung aus klassischer Musik, Pop und zeitgenössischer Musik spielte.
Parallel dazu studierte er von 1968 bis 1970 Musikanalyse bei Bruce Mather an der McGill University und von 1969 bis 1973 Komposition bei Gilles Tremblay am Konservatorium von Montreal und bei Serge Garant an der Universität Montreal. Er besuchte 1971 Sommerkurse bei Pierre Boulez in Cleveland und war während der Darmstädter Ferienkurse 1972 Schüler von Mauricio Kagel, György Ligeti, Karlheinz Stockhausen und Iannis Xenakis.
Seit 1972 trat die Gruppe Infonie als Oktett auf. Während seiner Studien bei Xenakis in Paris 1973–74 formte er die Gruppe in das Quatuor de saxophones de l'Infonie um. Die Gruppe, die ein überwiegend zeitgenössisches Repertoire spielte, trat u. a. beim World Saxophone Congress 1970 in Chicago sowie in British Columbia (1981), in Montreal, Quebec und Toronto auf und spielte in Rundfunk- und Fernsehsendungen der CBC. Seit 1982 arbeitete die Gruppe als Montreal Saxophone Quartet (mit Simon Stone, René Masino, David Clark und Boudreau).
1973 gewann Boudreau den ersten Preis bei der CBC National Radio Competition für junge Komponisten mit den Variations I. 1982 verlieh ihm das Canadian Music Council den Jules Léger Prize für L'Odyssée du soleil.
Als Mitglied der Groupe des sisses (neben Michel-Georges Brégent, Michel Gonneville, Denis Gougeon, Alain Lalonde und John Rea) beteiligte er sich an Gemeinschaftskompositionen wie La Folia (1984) und Musique des jardins sans complexe (1987). 1991 erhielt er für Golgot(h)a den Grand Prix Paul Gilso.
Seit 1988 war Boudreau künstlerischer Leiter und erster Dirigent der Société de musique contemporaine du Québec (SMCQ), von 1990 bis 1993 Composer in Residence beim Toronto Symphony Orchestra. Mit Denys Bouliane leitete er von 1998 bis 2000 das Festival Musiques-au-présent des Orchestre Symphonique de Québec. Unter ihrer Leitung fand auch die Uraufführung der Symphonie du millénaire, einer monumentalen Gemeinschaftskomposition von neunzehn Musikern, statt. 2003 leitete er, wieder mit Bouilane, das erste internationale Nouvelles Musiques festival von Montreal. 2003 wurde er vom Canada Council mit dem Molson Prize for the Arts ausgezeichnet.
2013 wurde er als Member of the Order of Canada ausgezeichnet, 2015 erhielt er den Lifetime Artistic Achievement Award in der Kategorie Classical Music (Governor General’s Performing Arts Awards).

## Werke
- Pain-beurre für fünf Stimmen, Klavier, Schlagzeug, Tonband, Feed-Back und Synthesizer, 1969
- Filmmusik zu La Chambre blanche, 1970
- Filmmusik zu Les Maudits sauvages, 1970
- Ubiquital I für Instrumentalensemble, 1971
- Ysengouronnie für Sprecher, Instrumentalensemble und Tonband, 1971
- Ubiquital II and III für Instrumentalensemble, 1972
- Filmmusik zu L'Infonie inachevée, 1972
- Filmmusik zu Une nuit en Amérique, 1973
- Filmmusik zu Réjeanne Padovani, 1973
- Variations für Instrumentalensemble, 1973
- Filmmusik zu Ultimatum, 1974
- Variations II ‘Dans les champs il y a des bibittes’ für Sopran und Instrumentalensemble, 1974
- Coffre I für Sopran, vier Saxophone und Schlagzeug, 1975
- Coffre II ‘Le Cercle gnostique II’ für zwölf Stimmen, Ondes Martenot, drei Schlagzeuger, Streichquartett und Instrumentalensemble, 1975
- Morceaux für Streichquartett, 1976
- Coffre III ‘Le Cercle gnostique I’ für Sopran, Flöte und Gitarre, 1977
- Les Sept jours für acht Perkussionisten, 1977
- L'Odyssée du soleil ‘Le Cercle gnostique III’ für acht Bläser, 1978
- Amon-Râ ‘Le Cercle gnostique V’ für fünf Ondes Martenot, 1979
- Incantations I ‘Le Cercle gnostique IV’ für Saxophonquartett, 1979
- Demain les étoiles ‘Le Cercle gnostique VI’ für zwölf Saxophone, 1980
- Contact-itinéraires ‘Le Cercle gnostique VII’ für Bläserquintett, 1981
- La Toc ‘Le Cercle gnostique VIIa’ für zwölf Perkussionisten, 1981
- Carrousel-constellations ‘Le Cercle gnostique VIII’ für Flöte, Cello, zwei Klaviere und Schlagzeug, 1982
- Cocktail Music ‘Musiques entre 5 et 7’ für Altsaxophon und Schlagzeug, 1983
- Voyage au centre du soleil ‘Le Cercle gnostique IX’ für acht Bläser und Schlagzeug, 1983
- Incantations III ‘Le Cercle gnostique IXa’ für zehn Bläser, 1984
- Incantations IV ‘Le Cercle gnostique IXb’ für Klarinette, Cello und Klavier, 1984
- Lente ré concentrée ré à la Boudrini ‘La Folia’ für Dudelsack, Bläser, zwei Schlagzeuger und drei Streicher, 1984
- Les Planètes ‘Le Cercle gnostique IXa’ für Klavier, 1984
- Chaleurs, Ballett für Saxophonquartett und Tonband, 1985
- Incantations V ‘Le Cercle gnostique IXc’ für Flöte, Klarinette, Klavier, Violine, Viola und Cello, 1985
- Incantations Va ‘Le Cercle gnostique IXt’ für sieben Violinen, zwei Violen, zwei Celli und Kontrabass, 1986
- Hommage à sainte Cécile, 1986
- Berliner Momente für Orchester, 1988
- Versus für vier Holz- und vier Blechbläser, Klavier und drei Schlagzeuger, 1988
- Wallongement für vier Holz- und drei Blechbläser und zwei Synthesizer, 1988
- Golgatha, 1991